# Saint-Aubin-de-Cadelech

Saint-Aubin-de-Cadelech este o comună în departamentul Dordogne din sud-vestul Franței. În 2009 avea o populație de 322 de locuitori.

## Evoluția populației
| An        | 1975 | 1982 | 1990 | 1999 | 2006 | 2009 |
| --------- | ---- | ---- | ---- | ---- | ---- | ---- |
| Populație | 331  | 299  | 338  | 316  | 315  | 322  |